# Collegio elettorale di San Bonifacio
Il collegio di San Bonifacio fu un collegio elettorale uninominale della Repubblica Italiana per l'elezione del Senato della Repubblica. Apparteneva alla Circoscrizione Veneto e fu utilizzato per eleggere un senatore nella XII, XIII e XIV legislatura.
Venne istituito nel 1993 con la cosiddetta Legge Mattarella (Legge n. 276, Norme per l'elezione del Senato della Repubblica), attuata in seguito al referendum abrogativo del 1993. La legge istituì per la Camera dei deputati e per il Senato della Repubblica un sistema di elezione misto, in parte maggioritario e in parte proporzionale. Il 75% dei parlamentari dell'assemblea veniva eletto in collegi uninominali tramite sistema maggioritario a turno unico; il restante 25% al Senato veniva eletto tramite recupero proporzionale dei più votati non eletti attraverso un meccanismo di calcolo denominato "scorporo", cioè sottraendo dal conteggio dei voti totali di una lista nella parte proporzionale i voti ottenuti dai candidati collegati alla medesima lista che erano eletti nei collegi uninominali con il sistema maggioritario.
Il collegio venne abolito insieme a tutti gli altri che costituivano il Senato con la promulgazione della legge elettorale successiva, la cosiddetta Legge Calderoli. Questa prevedeva un sistema proporzionale con premio di maggioranza, che al Senato veniva attribuito a livello regionale.

## Territorio
Il collegio di San Bonifacio era uno dei 17 collegi uninominali in cui era suddiviso il Veneto e, come previsto dal D.Lgs. del 20 dicembre 1993 n. 535, era interamente compreso nella provincia di Verona e comprendeva i seguenti comuni: Affi, Badia Calavena, Bardolino, Bosco Chiesanuova, Brentino Belluno, Brenzone, Bussolengo, Caprino Veronese, Castelnuovo del Garda, Cavaion Veronese, Cazzano di Tramigna, Cerro Veronese, Colognola ai Colli, Costermano, Dolcè, Erbezzo, Ferrara di Monte Baldo, Fumane, Garda, Grezzana, Illasi, Lavagno, Lazise, Malcesine, Marano di Valpolicella, Mezzane di Sotto, Montecchia di Crosara, Monteforte d'Alpone, Negrar, Pastrengo, Pescantina, Peschiera del Garda, Rivoli Veronese, Roncà, Roveré Veronese, San Bonifacio, San Giovanni Ilarione, San Martino Buon Albergo, San Mauro di Saline, San Pietro in Cariano, Sant'Ambrogio di Valpolicella, Sant'Anna d'Alfaedo, San Zeno di Montagna, Selva di Progno, Soave, Sommacampagna, Sona, Torri del Benaco, Tregnago, Valeggio sul Mincio, Velo Veronese e Vestenanova. 

## Eletti
| Elezione | Elezione | Senatore           | Partito                 |
| -------- | -------- | ------------------ | ----------------------- |
|          | 1994     | Remo Andreoli      | Polo delle Libertà (LN) |
|          | 1996     | Renzo Antolini     | Lega Nord               |
|          | 2001     | Umberto Chincarini | Casa delle Libertà (LN) |

## Dati elettorali

### XII legislatura
|                               | Remo Andreoli ✔️ Eletto | Polo delle Libertà                  | 69 475  | 42,62 |  |  |  |  |  |
|                               | Bruno Nestori           | Patto per l'Italia                  | 35 979  | 22,07 |  |  |  |  |  |
|                               | Giovanni Biasi          | Progressisti                        | 23 323  | 14,31 |  |  |  |  |  |
|                               | Umberto Venturi         | Alleanza Nazionale                  | 14 517  | 8,91  |  |  |  |  |  |
|                               | Luigi Guadagnini        | Lega Autonomia Veneta               | 9 261   | 5,68  |  |  |  |  |  |
|                               | Bruno Giusti            | Iniziativa dei Popolari Democratici | 5 220   | 3,20  |  |  |  |  |  |
|                               | Camillo Antonini        | Movimento Veneto Regione Autonoma   | 3 579   | 2,20  |  |  |  |  |  |
|                               | Ior Guglielmi           | Partito della Legge Naturale        | 1 639   | 1,01  |  |  |  |  |  |
| Totale                        | Totale                  | Totale                              | 162 993 | 100   |  |  |  |  |  |
|                               |                         |                                     |         |       |  |  |  |  |  |
| Voti non validi               | Voti non validi         | Voti non validi                     | 11 267  | 6,47  |  |  |  |  |  |
| Votanti                       | Votanti                 | Votanti                             | 174 260 | 92,87 |  |  |  |  |  |
| Elettori                      | Elettori                | Elettori                            | 187 639 |       |  |  |  |  |  |
|                               |                         |                                     |         |       |  |  |  |  |  |
| Data: 27-28 marzo 1994        |                         |                                     |         |       |  |  |  |  |  |
| Fonte: Ministero dell'interno |                         |                                     |         |       |  |  |  |  |  |

### XIII legislatura
|                               | Renzo Antolini ✔️ Eletto  | Lega Nord                          | 57 252  | 34,48 |  |  |  |  |  |
|                               | Alfredo Meocci            | Polo per le Libertà                | 51 288  | 30,88 |  |  |  |  |  |
|                               | Enzo Erminero             | L'Ulivo                            | 47 383  | 28,53 |  |  |  |  |  |
|                               | Oliviero Fiorini          | Unione Nord Est                    | 4 976   | 3,00  |  |  |  |  |  |
|                               | Michele Bedeschi          | Movimento Sociale Fiamma Tricolore | 2 677   | 1,61  |  |  |  |  |  |
|                               | Flavio Carcereri De Prati | Mani Pulite                        | 2 486   | 1,50  |  |  |  |  |  |
| Totale                        | Totale                    | Totale                             | 166 062 | 100   |  |  |  |  |  |
|                               |                           |                                    |         |       |  |  |  |  |  |
| Voti non validi               | Voti non validi           | Voti non validi                    | 9 366   | 5,34  |  |  |  |  |  |
| Votanti                       | Votanti                   | Votanti                            | 175 428 | 89,82 |  |  |  |  |  |
| Elettori                      | Elettori                  | Elettori                           | 195 310 |       |  |  |  |  |  |
|                               |                           |                                    |         |       |  |  |  |  |  |
| Data: 21 aprile 1996          |                           |                                    |         |       |  |  |  |  |  |
| Fonte: Ministero dell'interno |                           |                                    |         |       |  |  |  |  |  |

### XIV legislatura
|                               | Umberto Chincarini ✔️ Eletto | Casa delle Libertà                   | 87 059  | 49,83 |  |  |  |  |  |
|                               | Sergio Ruzzenente            | L'Ulivo                              | 51 497  | 29,47 |  |  |  |  |  |
|                               | Fabrizio Comencini           | Liga Fronte Veneto                   | 11 618  | 6,65  |  |  |  |  |  |
|                               | Marco Antonio Cappelletti    | Democrazia Europea                   | 7 621   | 4,36  |  |  |  |  |  |
|                               | Giovanni Tamà                | Lista Di Pietro                      | 5 739   | 3,28  |  |  |  |  |  |
|                               | Roberto Aere                 | Partito della Rifondazione Comunista | 3 966   | 2,27  |  |  |  |  |  |
|                               | Carla Augusta Signorini      | Lista Pannella-Bonino                | 3 879   | 2,22  |  |  |  |  |  |
|                               | Lorenza Reschiglian          | Fiamma Tricolore                     | 3 347   | 1,92  |  |  |  |  |  |
| Totale                        | Totale                       | Totale                               | 174 726 | 100   |  |  |  |  |  |
|                               |                              |                                      |         |       |  |  |  |  |  |
| Voti non validi               | Voti non validi              | Voti non validi                      | 9 774   | 5,30  |  |  |  |  |  |
| Votanti                       | Votanti                      | Votanti                              | 184 500 | 87,59 |  |  |  |  |  |
| Elettori                      | Elettori                     | Elettori                             | 210 650 |       |  |  |  |  |  |
|                               |                              |                                      |         |       |  |  |  |  |  |
| Data: 13 maggio 2001          |                              |                                      |         |       |  |  |  |  |  |
| Fonte: Ministero dell'interno |                              |                                      |         |       |  |  |  |  |  |